# W imię Jezusa
W imię Jezusa (wł. Nel nome di Gesù, ang. In Jesus Name, 1992–1994) – włoski serial animowany w Polsce wydany jedynie na płytach DVD.

## Fabuła
Serial przedstawia dzieje Apostołów, a także największych świadków wiary w pierwszych wiekach chrześcijaństwa. Ukazują naukę Apostołów, którzy głosili Dobrą Nowinę i rozpowszechniali religię.

## Wersja polska
Reżyseria: Grzegorz Pawlak

W wersji polskiej udział wzięli:
- Masza Bogucka-Bauman
- Magdalena Dratkiewicz
- Janusz German
- Jolanta Jackowska
- Gracjan Kielar
- Artur Majewski
- Beata Kowalska-Michalska
- Andrzej Ozga
- Grzegorz Pawlak
- Tomasz Piątkowski
- Mariusz Siudziński

## Spis odcinków
| N/o            | Polski tytuł                          | Włoski tytuł                      |
| -------------- | ------------------------------------- | --------------------------------- |
|                |                                       |                                   |
| SERIA PIERWSZA |                                       |                                   |
|                |                                       |                                   |
| 01             | Świadkowie Zmartwychwstałego Mesjasza | L’Avventura Dei Primi Cristiani   |
|                |                                       |                                   |
| 02             | Gniew Sanhedrynu                      | L’Ira Del Sinedrio                |
|                |                                       |                                   |
| 03             | Szczepan i Szaweł                     | Pietre e Sangue: Stefano e Saulo  |
|                |                                       |                                   |
| 04             | Piotr Apostoł                         | Pietro, Il Primo Apostolo         |
|                |                                       |                                   |
| 05             | Paweł - Apostoł pogan                 | Paolo, Il Missionario             |
|                |                                       |                                   |
| 06             | Dobra Nowina dla wszystkich           | La Salvezza Di Cristo a Tutti     |
|                |                                       |                                   |
| 07             | A miłości bym nie miał...             | Se Non Avessi L’Amore             |
|                |                                       |                                   |
| 08             | Pochodnia Nerona                      | Un Rogo Per Nerone                |
|                |                                       |                                   |
| 09             | Quo vadis?                            | Quo Vadis?                        |
|                |                                       |                                   |
| 10             | Chleb, wino i krew                    | Il Pane, Il Vino, Il Sangue       |
|                |                                       |                                   |
| 11             | W tym znaku zwyciężysz!               | In Hoc Signo Vinces               |
|                |                                       |                                   |
| 12             | Ambroży – biskup Mediolanu            | Ambrogio Vescovo                  |
|                |                                       |                                   |
| 13             | Ambroży kontra Cesarz                 | Ambrogio e L’Imperatore           |
|                |                                       |                                   |
| 14             | Barbarzyńcy w Rzymie                  | I Barbari a Roma                  |
|                |                                       |                                   |
| 15             | Zmagania biskupa Augustyna            | La Citta’ Di Dio                  |
|                |                                       |                                   |
| 16             | Patryk – misjonarz Irlandii           | Patrizio                          |
|                |                                       |                                   |
| 17             | Totila i św. Benedykt                 | Totila e Benedetto                |
|                |                                       |                                   |
| 18             | Mnisi papieża Grzegorza Wielkiego     | I Monaci Di Gregorio              |
|                |                                       |                                   |
| 19             | Misja Augustyna z Canterbury          | Canterbury                        |
|                |                                       |                                   |
| 20             | Powiew Islamu                         | Il Vento Dell’Islam               |
|                |                                       |                                   |
| 21             | Miecz Saracenów                       | Poitiers, Ll Vittoria Dei Franchi |
|                |                                       |                                   |
| 22             | Spuścizna Pepina Małego               | Due Re Per Un Regno               |
|                |                                       |                                   |
| 23             | Żelazna korona                        | La Corona Di Ferro                |
|                |                                       |                                   |
| 24             | Bohaterski Roland                     | Orlando L’Eroe                    |
|                |                                       |                                   |
| 25             | Europa chrześcijan                    | L’Europa Cristiana                |
|                |                                       |                                   |
| 26             | Prawdziwe Królestwo                   | Il Regno Di Dio e Gli Altri Regni |
|                |                                       |                                   |